# 許逵
许逵（1483年—1519年），字汝登，號亹軒，河南汝宁府固始县人，祖籍福建閩縣，明朝政治人物，同進士出身。正德末，官至江西副使。宸濠之亂時，不屈被殺。

## 生平
北宋狀元許將後裔。正德二年（1507年）登丁卯科河南乡试第二十一名举人，正德三年（1508年）聯捷戊辰科進士。其人長身大嘴，猿臂燕頷，為人沈靜而有謀略。授山東樂陵縣知縣。任內抗擊劉六劉七起義有功。正德十二年（1517年）遷江西按察使司副使。與巡撫孫燧密謀商議對抗寧王朱宸濠欲反之事。正德十四年（1519年）宸濠果然謀反，許逵與孫燧不屈被殺，享年三十六歲。
明世宗即位，贈許逵為左副都御史，追諡忠節。嘉靖元年（1522年）因許逵死事尤烈，改贈其為禮部尚書，蔭其子為指揮僉事。

## 事跡
宸濠事發之初，許逵將《文天祥集》贈與好友張漢卿，但卻沒有附上書信。張漢卿感嘆的對人說：“寧邸必反，汝登其為文山乎？”許逵的父親在老家河南，聽聞江西發生事變，都御使和副使被殺害，馬上就立了牌位，換了喪服，為許逵哭悼。人們感到奇怪，便問他原因，許父則回說：“副使，必吾兒也。”

## 家庭及關聯
曾祖許子誼。祖父許昂。父許寧，義官。母王氏。具庆下，兄許周、許遷、弟許遥、許遂、許延。有子許瑒、許珫、許瑽，有孫許䢿，隆慶舉人。